# Renault Clio
Renault Clio je malý automobil vyráběný od roku 1990 francouzskou automobilkou Renault. Je nástupcem modelu Renault 5. V současné době čítá modelová řada Renault Clio 5 generací. V Japonsku je vůz prodáván pod názvem Renault Lutecia. Původně byl vůz nabízen ve variantách tří- a pětidveřový hatchback. S nástupem druhá generace započala produkce odvozeného tříprostorového sedanu Thalia/Symbol. Ve třetí generaci byla řada rozšířena o kombi Clio Grandtour.

## První generace (1990–1998)

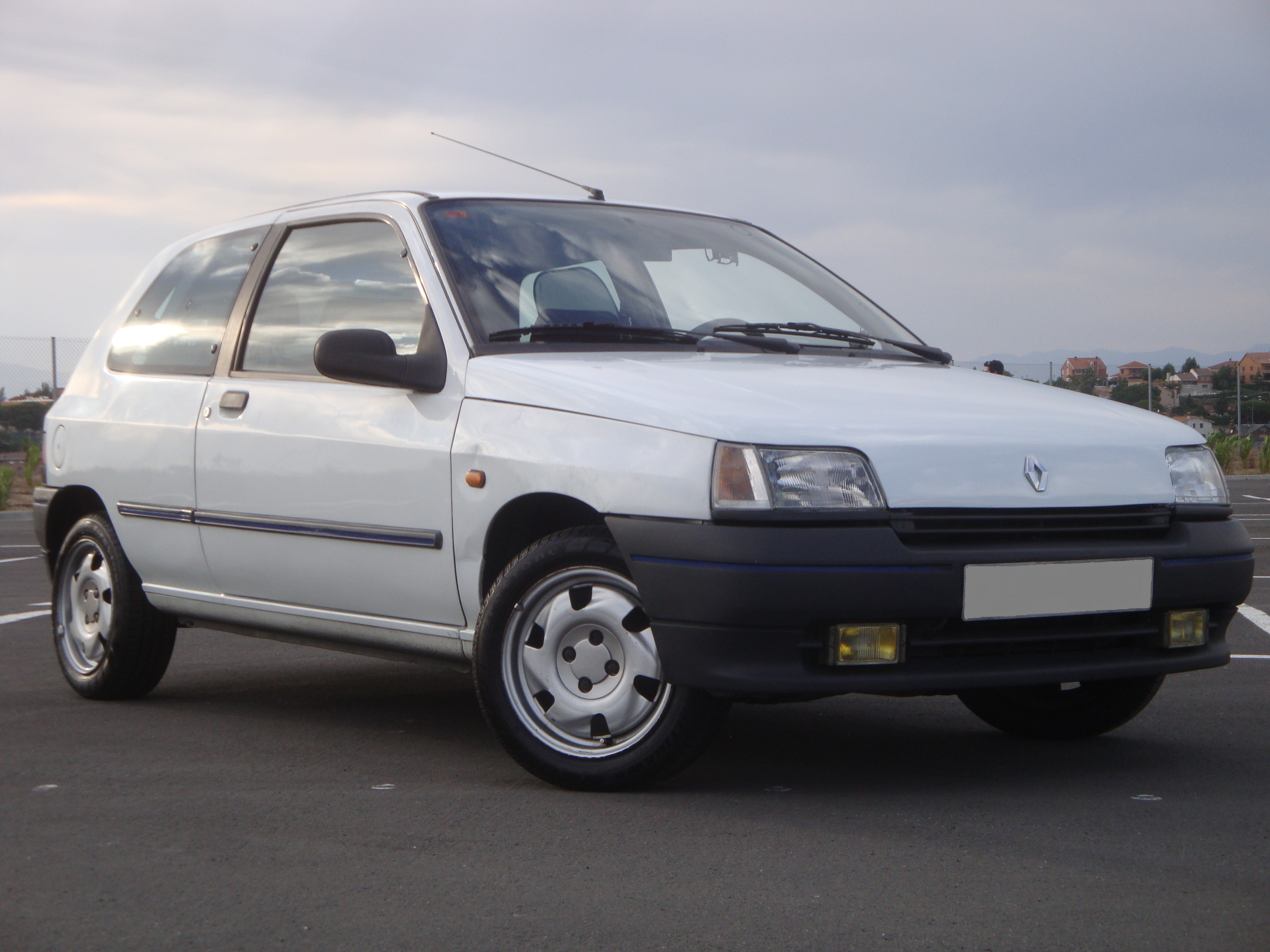
První generace Clia

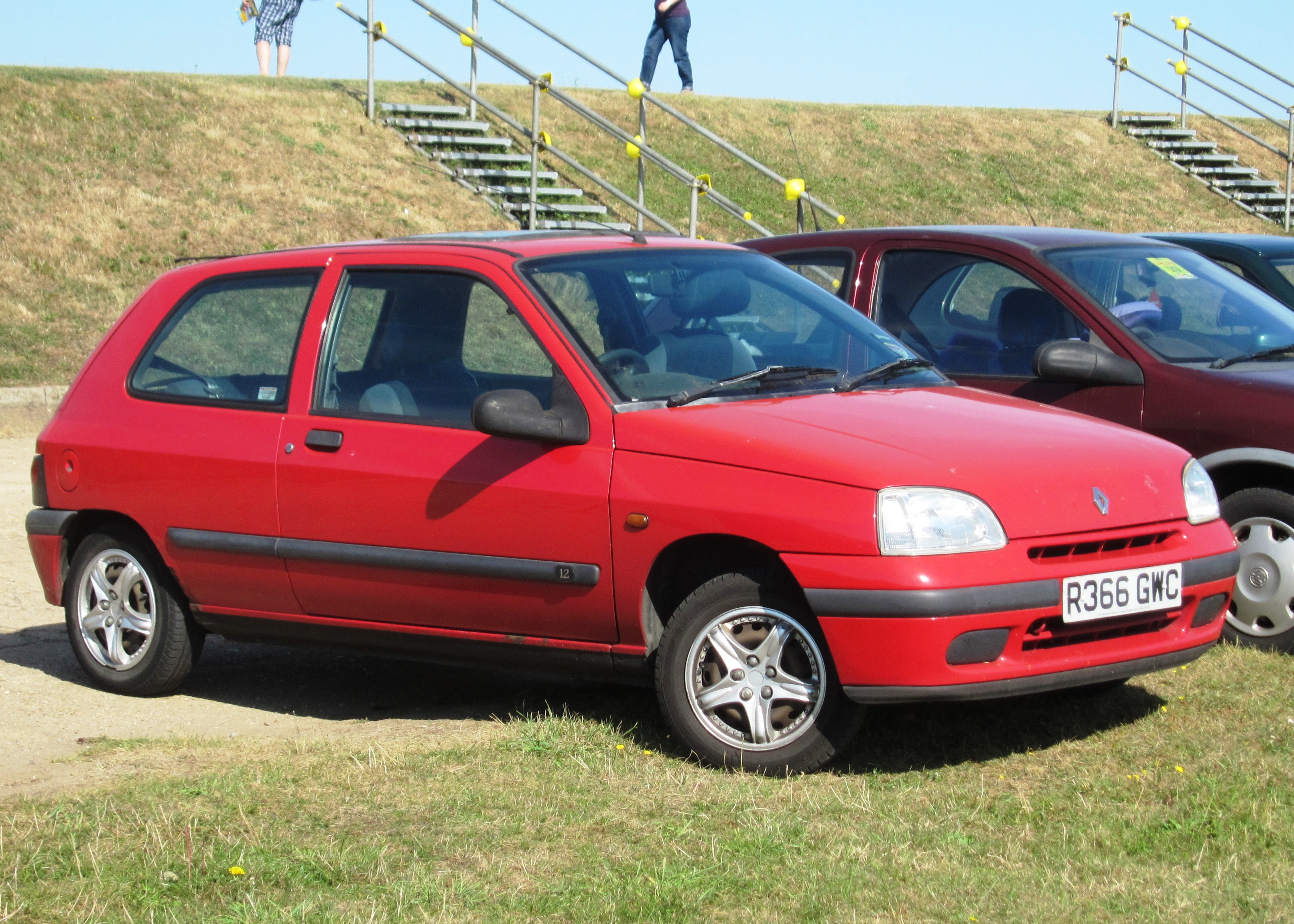
První generace Clia po druhém faceliftu

Clio bylo poprvé představeno na autosalonu v Paříži v červnu 1990. O rok později obdrželo titul Auto roku.[zdroj?] Výroba probíhala ve Štrasburku, Pekingu, Dilí a Burse a trvala do roku 1998. Po prvním roce výroby proběhl u vozu první drobný facelift a o dva roky později druhý. Výrazné změny byly provedeny na přední masce a náraznících. Nejvýraznější změna designu proběhla v roce 1995, při níž Clio mimo jiné obdrželo nové světlomety. Představen byl též sportovní model RT s výkonem 81 kW.

### Motory
- 1.1 L
- 1.2 L
- 1.2 L
- 1.2 L
- 1.4 L
- 1.7 L
- 1.8 L 8v RSI 80 kW 1794 cm³
- 1.8 L 16v 99 kW
- 1.9 L F-Type diesel I4
- 2.0 L 16v 110 kW

### Clio Williams
<Původní dvouapůltisícová výrobní homologační série byla vyrobena v roce 1993. Obrovská poptávka nakonec přiměla automobilku vyrobit více vozů.[zdroj?] Vůz byl nástupcem modelu Renault 5 Turbo a technický základ byl převzat od výkonnějšího modelu Clio 16V. Výrobu zajišťovala společnost Renault Sport. Závodní Clio 16V Maxi tehdy soutěžilo ve skupině do 2000 cm³ s objemem 1,8 litru.[zdroj?] Automobilka rozhodla zvýšit objem motoru na dva litry za účelem zlepšení konkurenceschopnosti svých vozů. Dvoulitrový motor dosahoval výkonu 110 kW. Jméno vůz obdržel po spolupráci se stájí formule 1 Williams, Williams se však na jeho vývoji nepodílel. Majitel stáje, Frank Williams, obdržel vůz s výrobním číslem 0001, jenž se do současnosti nachází v sídle týmu.[zdroj?]
První série byla představena na ženevském autosalonu v roce 1993. Přístrojová deska obsahovala štítek se sériovým číslem daného vozu, u druhé a třetí doplňující série z let 1994 a 1995 se štítky však již nevyskytovaly. Všechny vozy byly lakovány modrou barvou Sports Blue 449. Pod výlisem na kapotě se ukrývalo výkonnější sací potrubí a lemy blatníků byly roztažené. Modrý odstín byl použit i jako podklad u přístrojů v interiéru. Kola byla patnáctipalcová Speedline lakovaná zlatou barvou. Oproti sériovému Cliu byl model Williams posazen o 35 mm níže. Vůz měl kotoučové brzdy na všech kolech. Druhá série byla navíc vybavena elektricky ovládanými zpětnými zrcátky a vyznačovala se sníženou hlučností. Výbava třetí série obsahovala ABS, střešní okno a za příplatek klimatizace a kožené sedačky. Třetí série byla lakována odstínem Monaco Blue.

## Druhá generace (1998–2008)

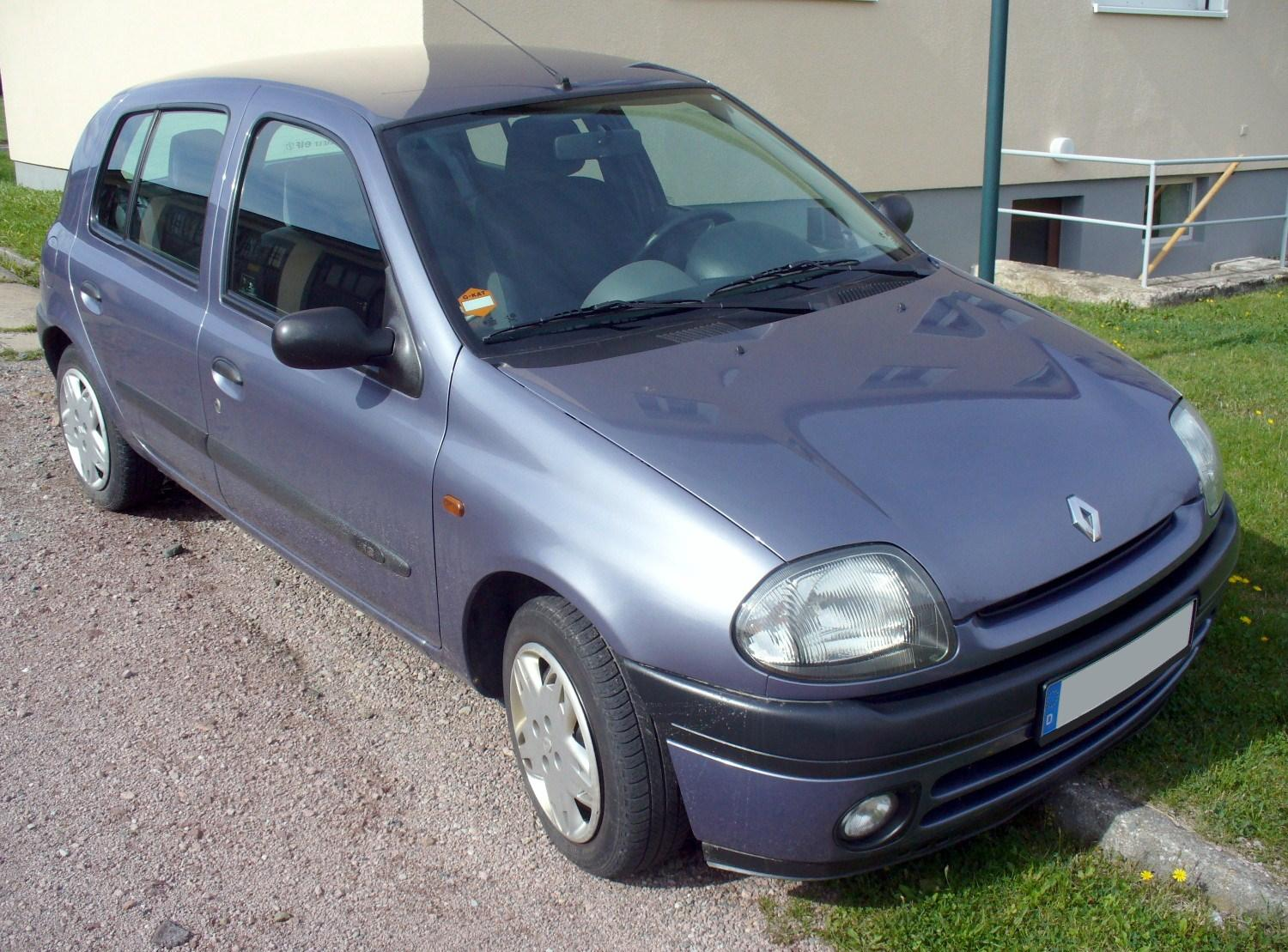
Renault Clio II.generace

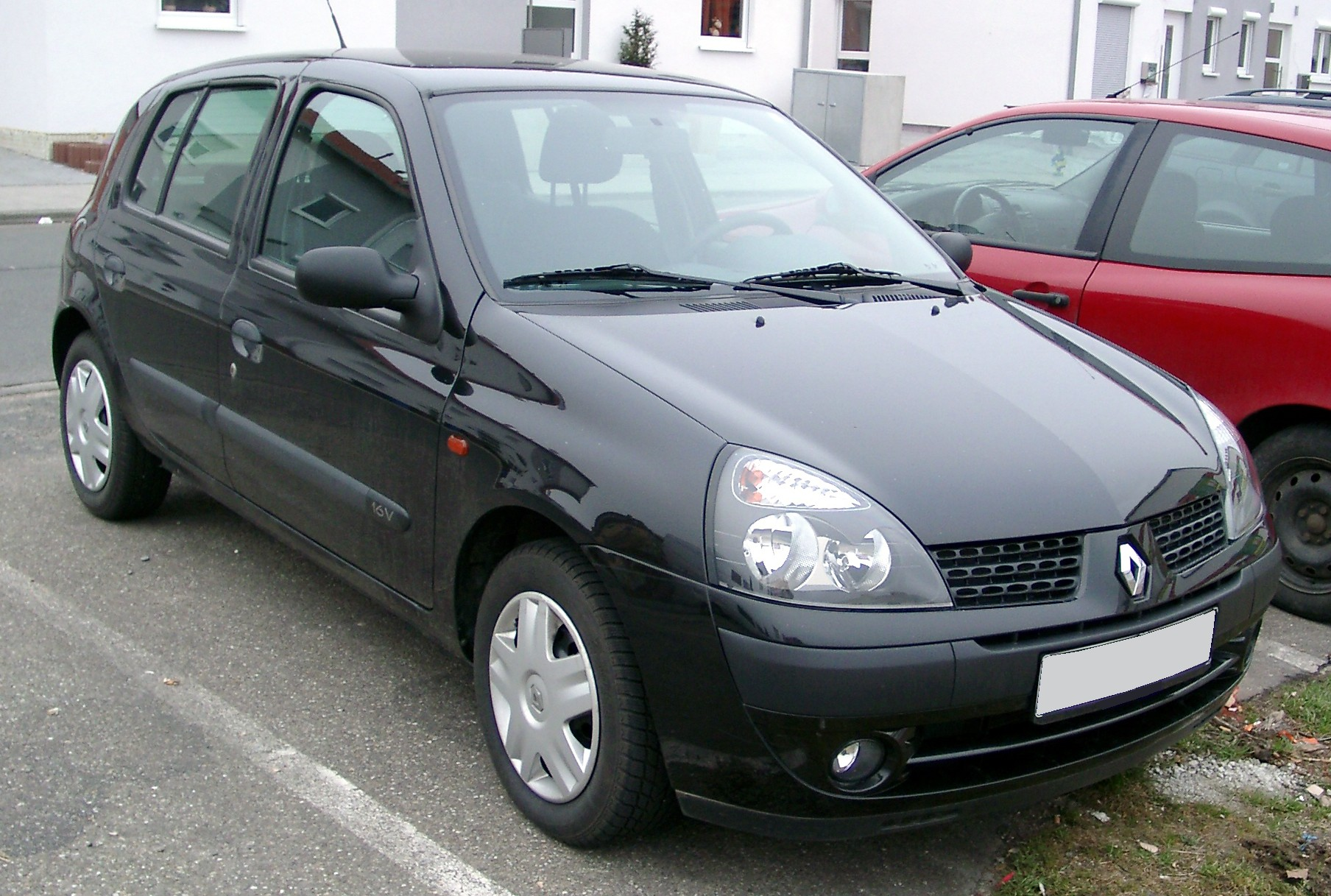
Renault Clio II.generace po faceliftu z roku 2001

Druhá generace byla vyráběna v letech 1998-2008 ve Francii, Turecku a nově v argentinském Buenos Aires a slovinském Novem mestu. V roce 2001 prošlo Clio faceliftem. Design byl přiblížen tehdejšímu novému stylu automobilky Renault.[zdroj?] Po nástupu třetí generace v roce 2005 se vozy druhé generace prodávaly souběžně pod novým názvem Clio Storia. V roce 2006 prošel model další modernizací společně se sesterským sedanem Thalia. Změny se týkaly zejména předního a zadního nárazníku, SPZ byla přesunuta ze zadních dveří na nárazník. Další změnou designu prošel model v polovině roku 2009, přičemž byl zcela změněn vzhled přední masky, předního nárazníku a zpětných zrcátek, jejichž design byl sjednocen se zrcátky modelu Thalia II.

### Motory
- 1.2 8V a 16V 43 kW a 55 kW
- 1.4 8V a 16V 55 kW a 74 kW
- 1.5 dCi
- 1.6 8V nebo 16V 66 kW nebo 79 kW (verze RSi)
- 1.9 d 47 kW
- 1.9 dT
- 1.9 dTi
- 2.0 16V 124 kW (verze Sport)
- 3.0 V6 166 kW (verze Clio Sport V6)

### Rozměry
- Délka – 3811 mm
- Šířka – 1639 mm
- Výška – 1417 mm
- Váha – 990 kg

## Thalia

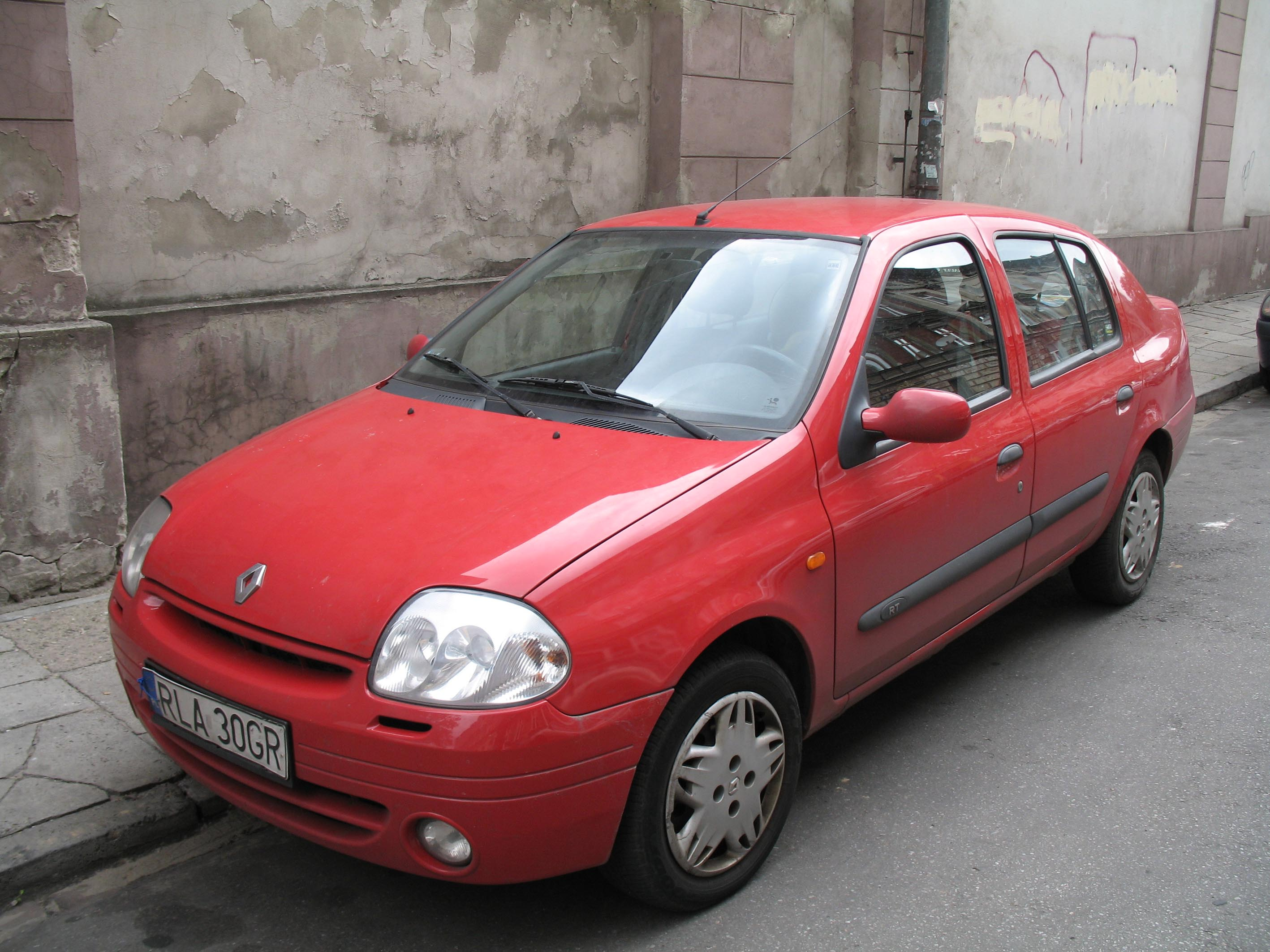
Renault Thalia

Renault Thalia je sedan odvozený od druhé generace Clia vyráběný od roku 1999. Pod názvem Thalia je znám ve Střední Evropě a Izraeli, v Jižní Americe pod názvy Renault Symbol a Clio Sedan, ve Východní Evropě pod názvem Clio Symbol a v Severní Africe, Asii a Oceánii pod názvem Clio Classic. V Mexiku byl vůz vyráběn pod názvem Nissan Platina.
V roce 2002 prošel modernizací, která se dotkla především přední části, jejíž vzhled byl nově identický s přední částí post-faceliftového Clia II. Druhá modernizace proběhla v roce 2006. Thalia obdržela modernější přístrojovou desku, identickou s tou, kterou Clio II, nyní nově nazývané Clio Storia, obdrželo již v roce 2002. Clio Storia prošlo v roce 2006 změnou zevnějšku. Oba vozy, Thalia i Clio Storia, obdržely nový přední a zadní nárazník, u Thalie proběhla navíc změna otevírání zavazadelníku. 
Od roku 2006 je vůz k dispozici na brazilském trhu v úpravě umožňující spalování etanolu. Design modelu se mezi motoristy nestal oblíbeným kvůli řešení zavazadlového prostoru, avšak nízká cena a objem zavazadelníku, jež činil 510 litrů, prodejnost vozu ovlivnily velmi pozitivně.[zdroj?]

### Motory
- 1.0 8v 42 kW / 58 k (pouze pro Brazílii do roku 2005)
- 1.0 16v 56 kW / 76 k (pouze pro Brazílii od roku 2005)
- 1.2 16v 55 kW / 75 k
- 1.4 MPI 55 kW / 75 k
- 1.4 16v 74 kW / 100 k
- 1.6 16v 77 kW / 105 k (nedodáván do ČR)
- 1.5 dCi 48 kW / 65 k

Mezi lety 2008-2013 byla v prodeji druhá generace modelu Thalia/Symbol, která stále vycházela z technického základu Clia II, designově však připomínala Clio III. Od předchozího modelu se tak Thalia II příliš značně neliší, nejvýraznější úpravy byly provedeny na karoserii a vrchní části palubní desky. Objem zavazadelníku byl snížen na 506 litrů. 
Třetí generace Renaultu Symbol je vyráběna od roku 2012 v Turecku a Alžírsku. Vychází z modelu Dacia Logan a v Jižní Americe je prodáván pod názvem Renault Logan. V roce 2017 byl proveden facelift a prodej vozu byl zahájen také v zemích perského zálivu.[zdroj?]

## Třetí generace (2005–2012)

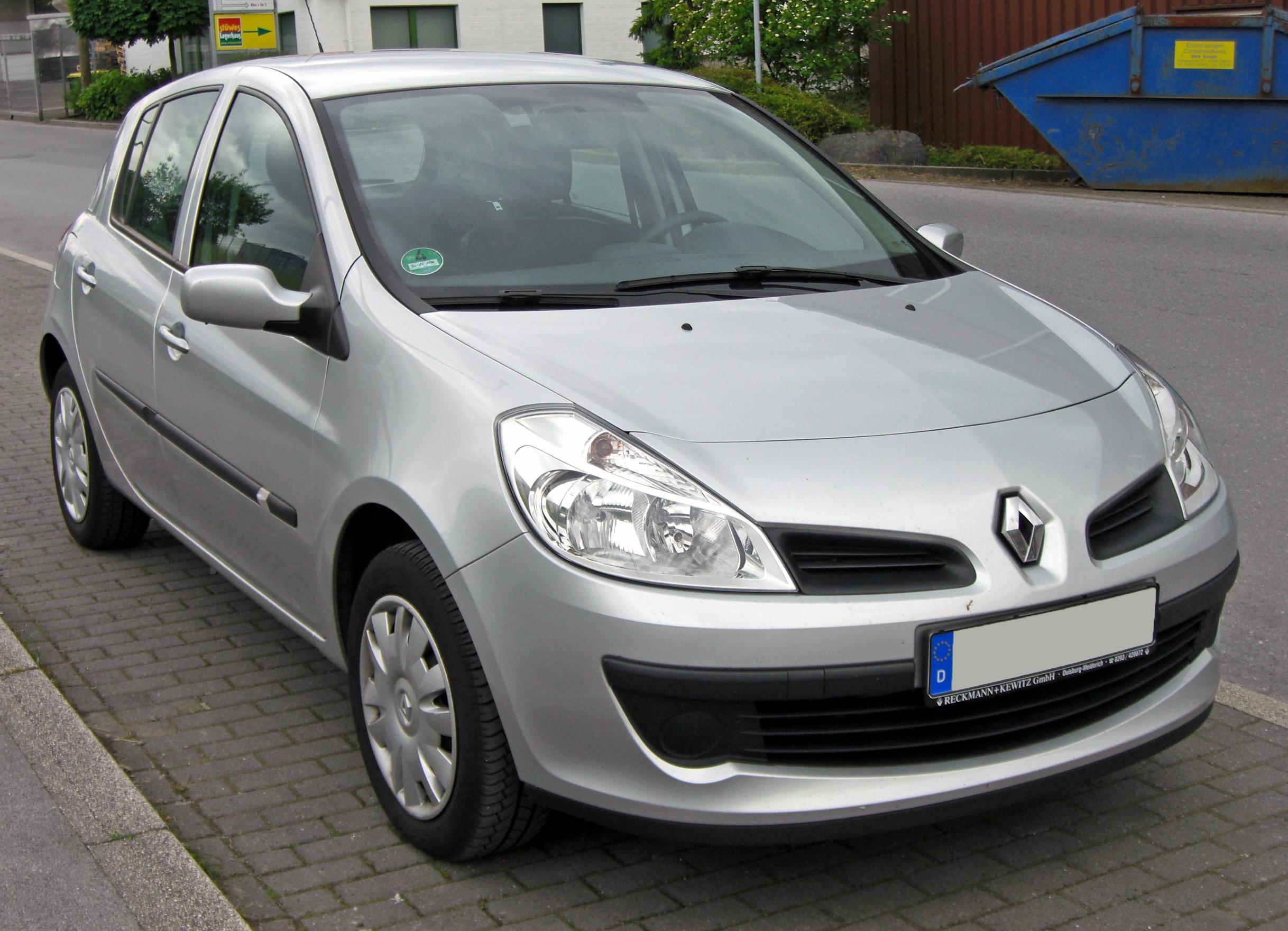
Renault Clio III.generace

Třetí generace Clia je vyráběna od roku 2005 ve Francii, Indii a Turecku. Vůz je poprvé vybaven systémem startování pomocí čipové karty. V roce 2007 byla zahájena výroba verze kombi s názvem Grandtour (o 210 mm delší než verze hatchback).
V roce 2009 byl proveden lehký facelift, změny se týkaly zejména přídi, design zahrnující úzkou štěrbinu byl převzat z Clia II z let 1998-2001. Tato změna byla provedena za účelem zlepšení deformačních zón, nově prodloužené deformační zóny prodloužily vůz celkem o 41 mm (25 mm vpředu, 16 mm vzadu).

### Rozměry
Clio typ hatchback:
- Rozvor – 2575 mm
- Rozchod kol – 1458 až 1472 mm
- Délka – 3986 mm
- Šířka – 2025 mm
- Výška – 1497 mm
- Váha – 1150 kg

## Čtvrtá generace (2012–2020)

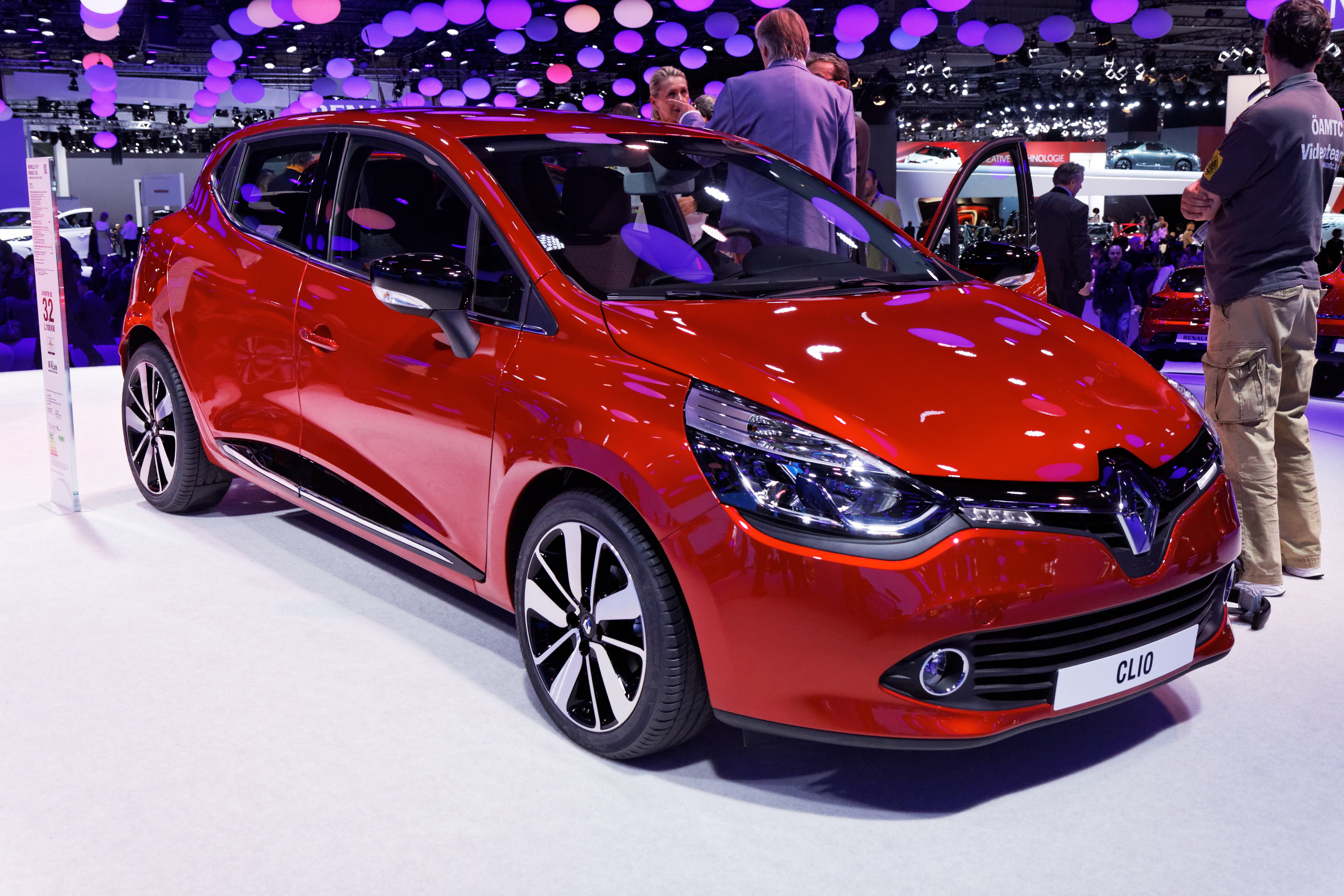
Renault Clio IV. generace

Clio čtvrté generace bylo uvedeno na přelomu září a října na Pařížské Motor Show a prodej byl zahájen o měsíc později. Od března 2013 byl k dispozici také v modifikaci Grandtour ve verzi kombi. Model byl vyráběn v továrnách ve francouzském Flins a turecké Burse. Oproti minulé generaci byl u vozu značně zvětšen rozvor, čímž se vůz přiblížil kategorii kompaktních vozů. Navýšena byla též délka a šířka vozu. Líbivějšímu designu ustoupila praktičnost, jíž se vyznačovaly předchozí generace Clia a díky níž se staly oblíbenými.[zdroj?] Clio IV je k dispozici pouze v pětidveřové verzi, s klikami zadních dveří umístěnými poblíž oken. Prostor zadních sedadel byl znatelně zmenšen, místa je zde dost pouze pro menší posádku. V nabídce jsou tři stupně výbavy, vzestupně: Authentique, Expression a Dynamique, přičemž nejnižší stupeň výbavy již zahrnuje stabilizaci s asistentem pro rozjezdy do kopce, palubní počítač, tempomat nebo elektrické ovládání předních oken a zrcátek. Později byly stupně výbavy rozšířeny a přejmenovány na Life, Zen, LS Technofeel, Intens a GT.

### Rozměry
- Rozvor – 2589 mm
- Celková délka – 4062 mm (verze Grandtour 4267 mm)
- šířka – 1732 mm
- Výška – 1448 mm (verze Grandtour 1445 mm)
- Váha – (od) 1055 kg (verze Grandtour 1105 kg)

### Motory
- 1,2 16V 55 kW / 75 k (základní motor)
- 90 TCe 56 kW / 75 k
- 90 TCe 66 kW / 90 k
- 1,5 dCi 55 kW / 75 k
- Energy 1,5 dCi 66 kW / 90 k

## Pátá generace (2019–současnost)

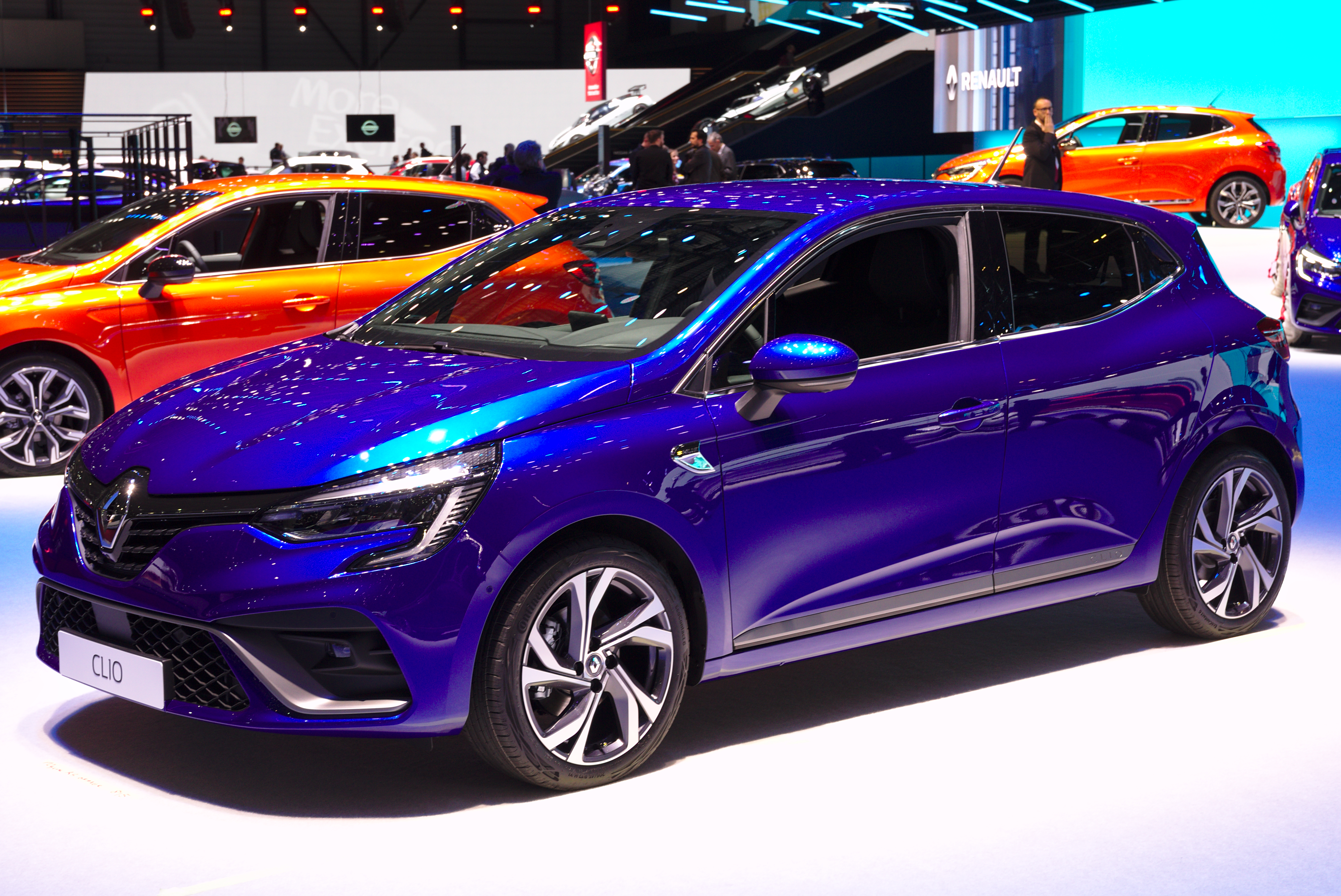
Renault Clio V. generace

Pátá generace Clia byla představena na autosalonu v Ženevě v březnu 2019. Využívá platformu CMF-B, kterou sdílí s druhou generací Nissanu Juke. Oproti čtvrté generaci je o něco menší, rozvor však zůstal přibližně shodný. V nabídce jsou k dispozici motory s objemem 0.9-1.6 litru, pětistupňová manuální nebo šestistupňová automatická převodovka. Od roku 2020 bude také poprvé k dispozici hybrid s motorem 1,6 l a baterií 1,2 kWh.

## Závodní verze

### Clio Maxi
Renault Clio Maxi byla závodní verze Clia první generace určená pro rallye, upravená dle předpisů pro kategorii Kit Car. Jednalo se o první vůz v této kategorii a automobilka spolupracovala při určování pravidel. Clio Maxi byl poháněn motorem o objemu 1998 cm³, který dosahoval výkonu 270 koní a točivého momentu 247 Nm. Celková váha vozu činila 960 kg. Vývoj automobilu začal již v roce 1994. Technicky automobil vycházel ze závodních verzí Clio 16S a Clio Williams, které soutěžily ve skupině A. První start se odehrál na Rallye Monte Carlo 1995. Za účelem zvýšení stability byl vůz rozšířen. Vstřikování paliva bylo dodáváno firmou Magneti Marelli a sedmistupňová převodovka firmou Hewland. Zvýšení výkonu mělo za následek horší ovladatelnost vozu. Důsledkem toho na rallye Grasse-Alpin těžce havaroval Philippe Bugalski a jeho spolujezdec Thierry Renaud zemřel. (Dalšími jezdci v týmu byly kromě Bugalského ještě Bernard Munster a Jean Ragnotti.) Později u modelu došlo ke změně tlumičů. Clio Maxi se stalo vítězem několika soutěží a šampionátů.

### Clio S1600
Tým Renault Sport byl posledním z trojice francouzských výrobců, jež se zúčastnil projektu S1600.[zdroj?] Poprvé bylo Clio S1600 nasazeno do sezony mistrovství světa v rallye 2002. Testy vozu však probíhaly již o rok dříve, přičemž testovacím jezdcem byl Serge Jordan. Původně byl vůz testován s motorem 2,0 litru z verze pro skupinu N. V sezonách juniorského mistrovství světa v rallye 2003 a 2004 s ním obdrželi titul jezdci Brice Tirabassi a Nicolas Bernardi. Ve stejném roce získal s tímto vozem titul Mistra Evropy Simon Jean-Joseph a o rok později Renato Travaglia.
K pohonu sloužil motor o objemu 1598 cm³ s restriktorem 60 mm, který dosahoval výkonu 220 koní a točivého momentu 200Nm. Hmotnost vozu byla 1000 kg. Šestistupňová sekvenční převodovku dodávala firma Sadev.

## Galerie

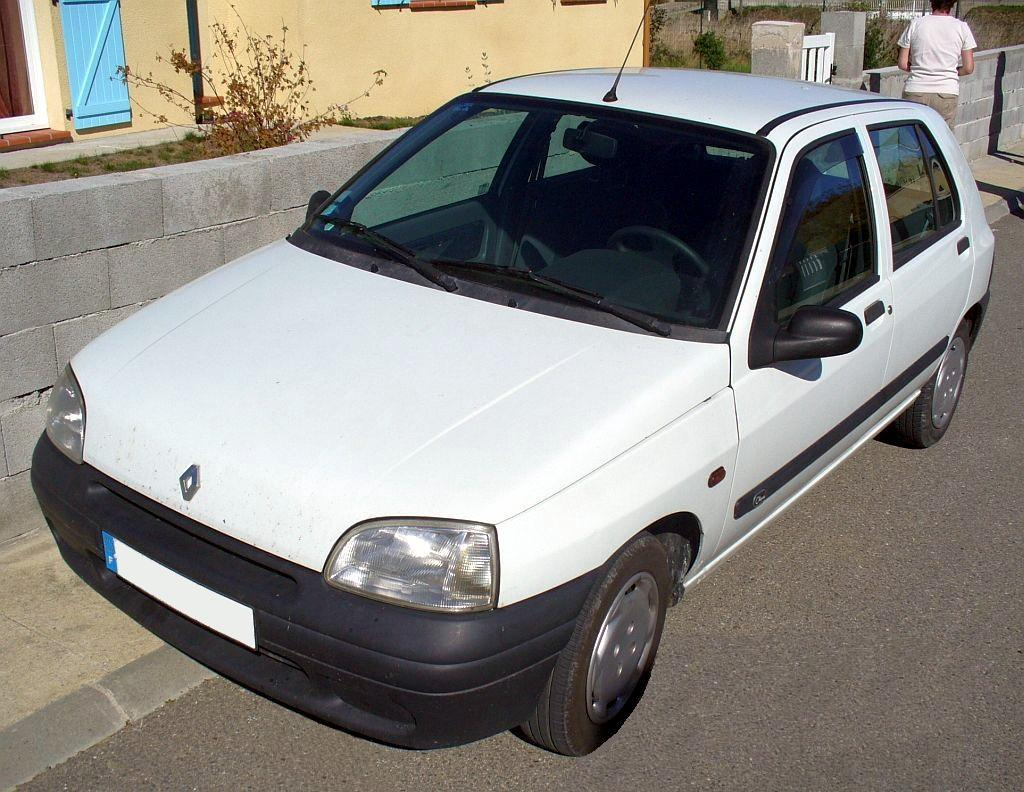
Verze 1996–1998
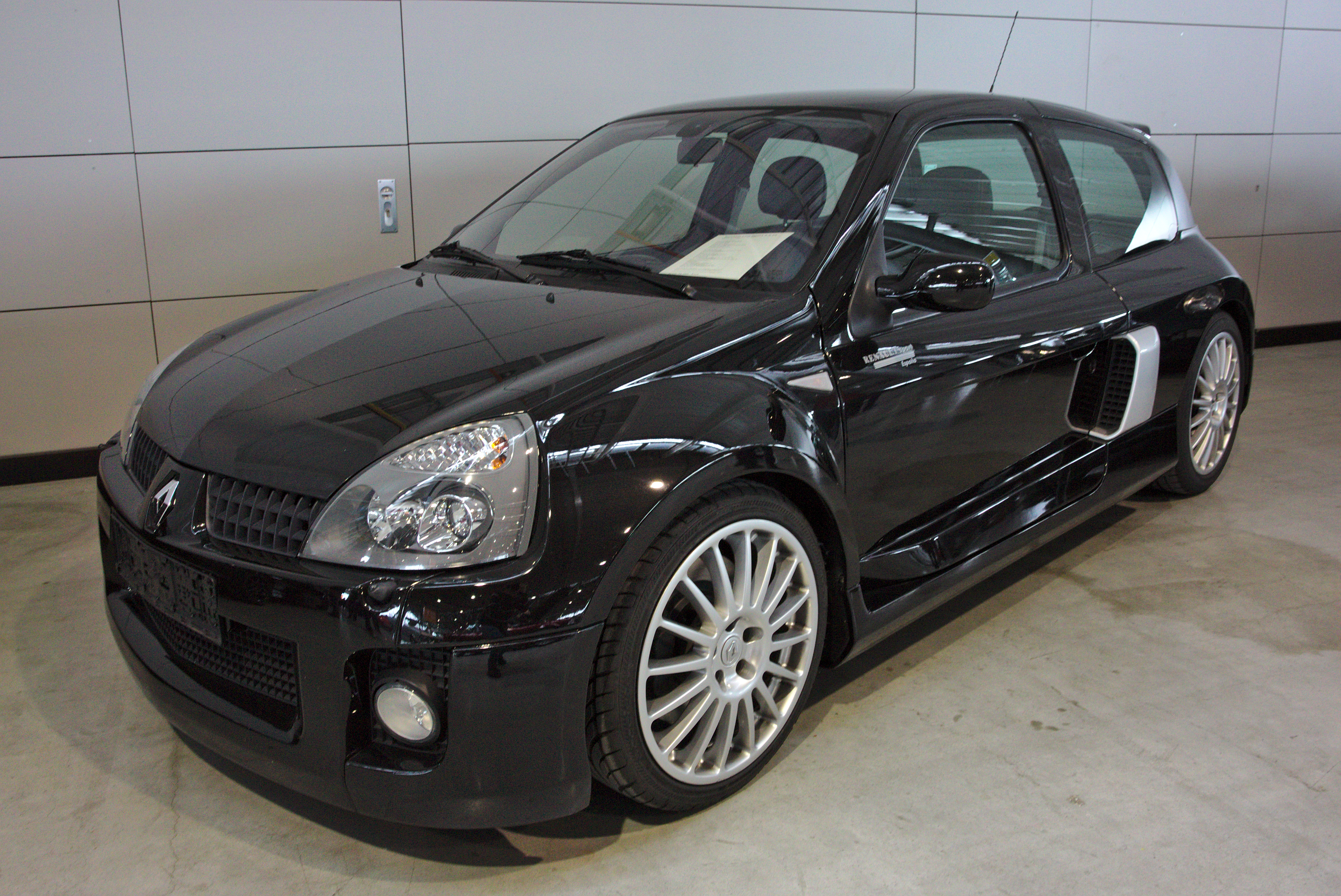
Renault Clio Sport V6
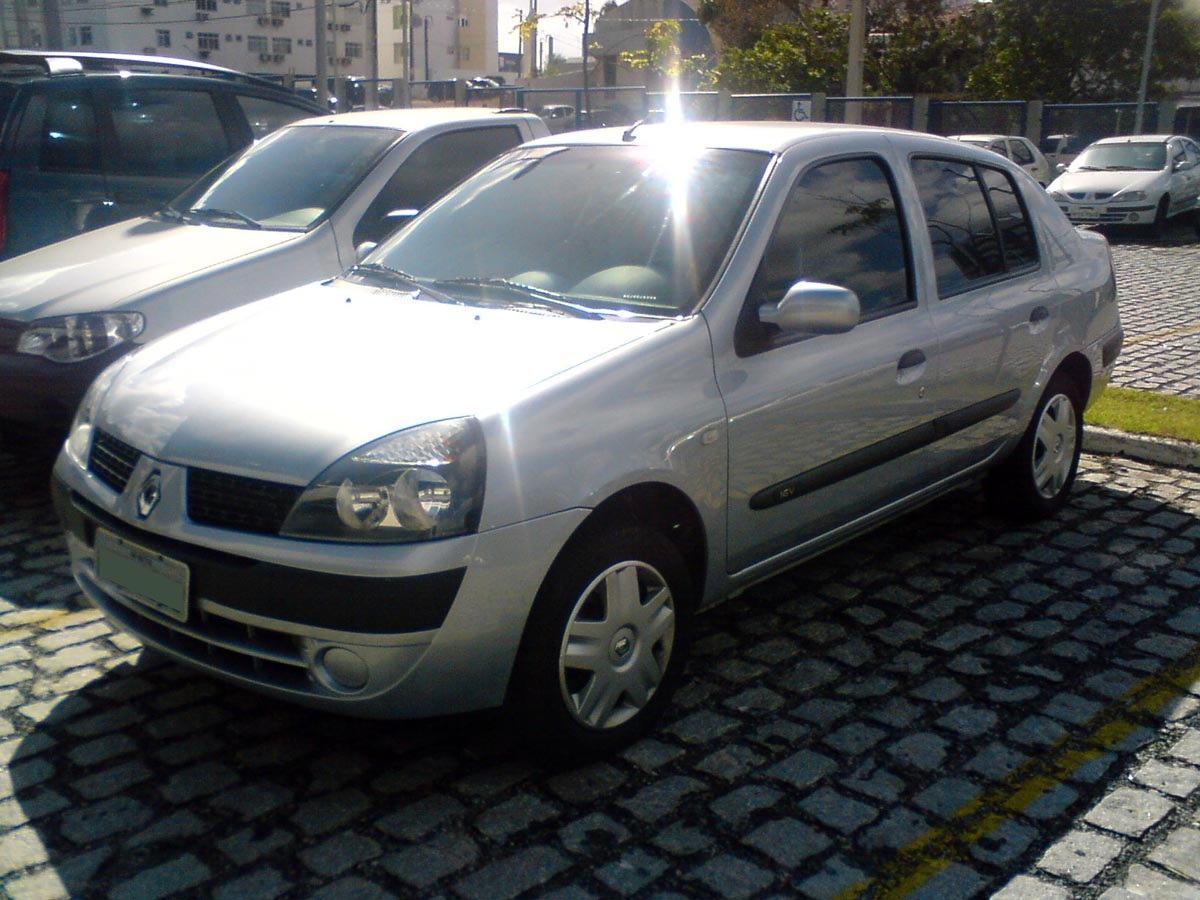
Thalia I z let 2002–2006
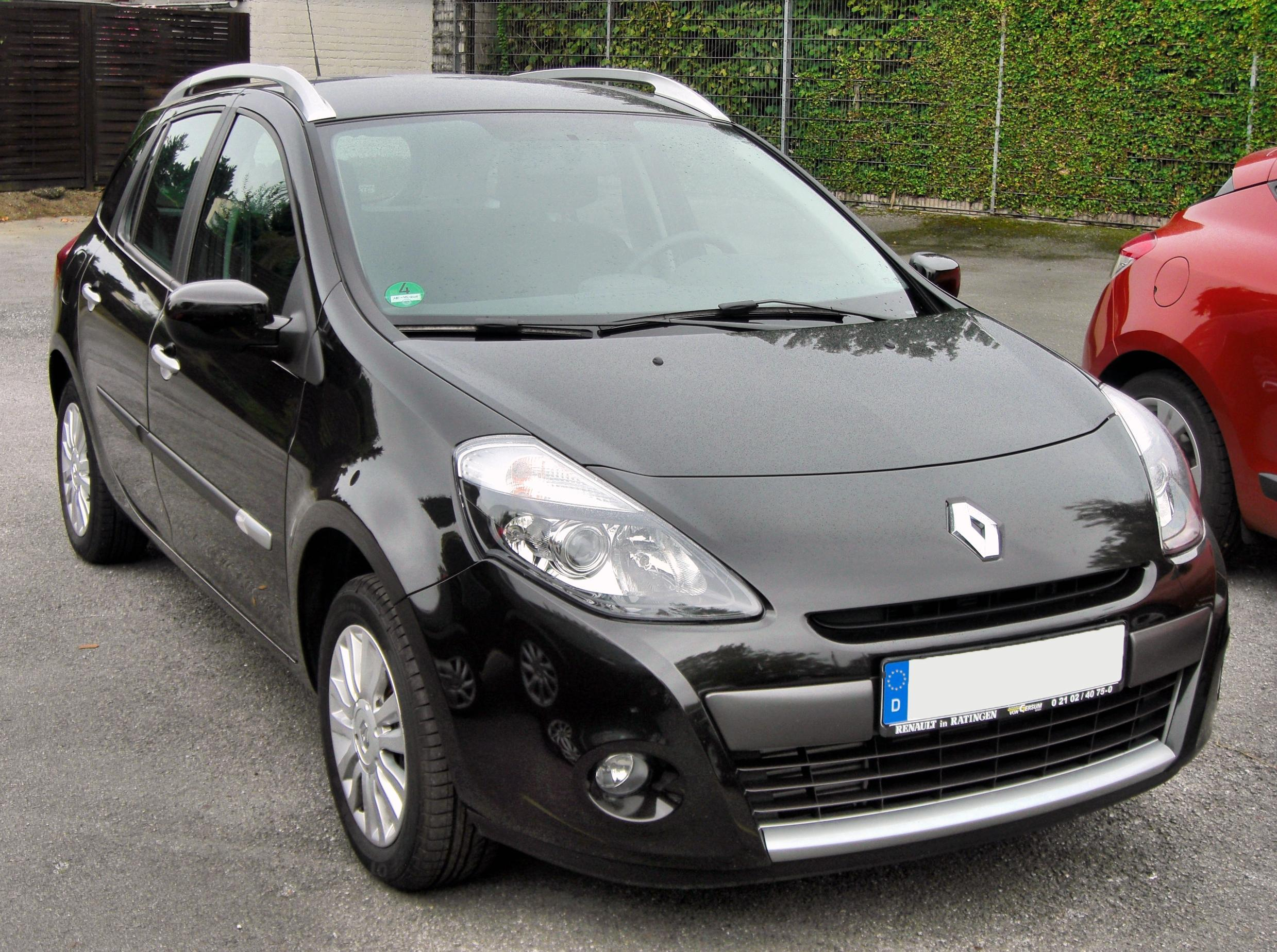
Clio III. generace, typ Grandtour po faceliftu 2009
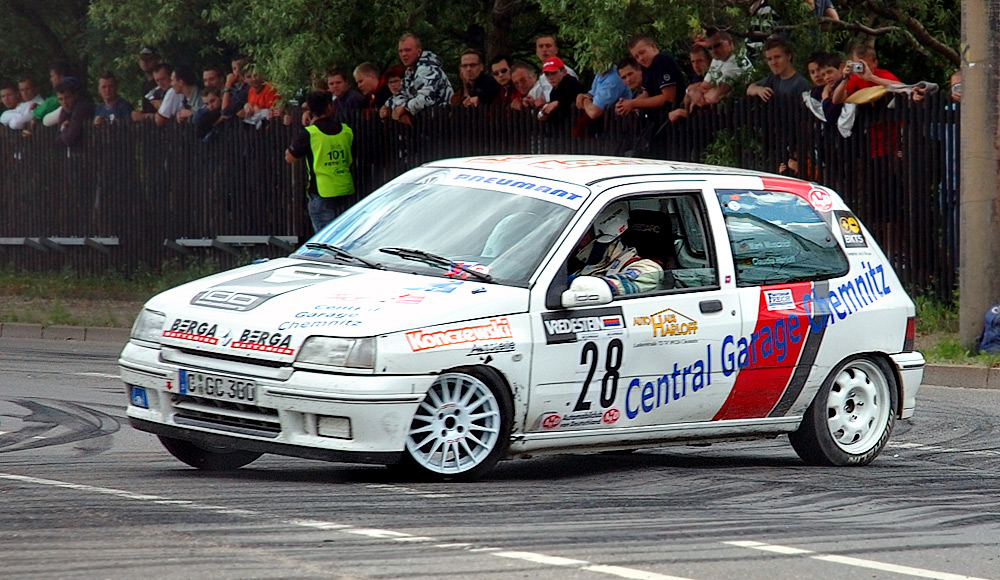
Clio Williams na rallye
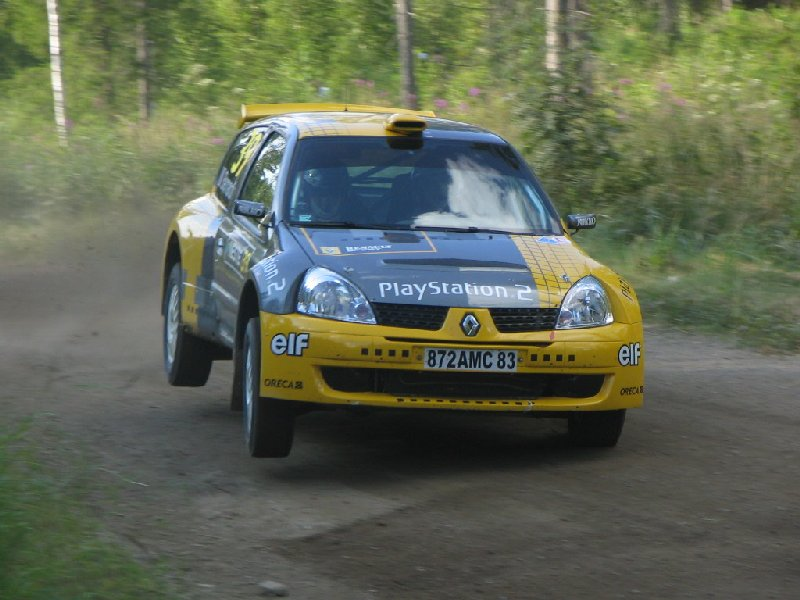
Clio S1600